# Shlomo Zalman Auerbach
Pour les articles homonymes, voir Auerbach.
Shlomo Zalman Auerbach (20 juillet 1910, Jérusalem-20 février 1995, Jérusalem) est un rosh yeshiva dont l'influence est à l'échelle mondiale comme décisionnaire halakhique (Posseq) dans le judaïsme orthodoxe. Ses opinions continuent d'être citées et d'inspirer. À ses funérailles, la ville de Jérusalem cesse pratiquement ses activités et près d'un demi-million de personnes l'accompagnent à sa dernière demeure. Un nouveau quartier de Jérusalem, Ramat Shlomo, porte son nom.

## Éléments biographiques

### Yechiva Kol Tora
Dix ans après sa fondation en 1939, la Yechiva Kol Tora, de Bayit VeGan, à Jérusalem, voit en 1949 le décès de son fondateur, le Rosh Yeshiva, le rabbin Yechiel Schlesinger. Shlomo Zalman Auerbach est  appelé pour le remplacer, avec le rabbin Barouch Kunstadt. 
Shlomo Zalman Auerbach dirige la yeshiva durant 46 ans. Une seule phrase est inscrite sur sa pierre tombale: "Il a formé de nombreux étudiants à la yechiva Kol Tora".

## Famille
Le père de Shlomo Zalman Auerbach est le rabbin Chaim Yehuda Leib Auerbach, Rosh Yeshiva de la Yeshiva Shaar Hashamayim et sa mère est Tzivia Auerbach.
Shlomo Zalman Auerbach épouse Chaya Rivka Ruchamkin.
Ils ont sept fils et trois filles:
- Le rabbin Shmuel Auerbach, figure de proue du parti politique religieux Degel HaTorah.
- Le rabbin Ezriel Auerbach, gendre du rabbin Yosef Shalom Elyashiv, et rabbin de Chanichei Hayeshivot à Bayit VeGan.
- Le rabbin Mordechai Auerbach, rabbin de Avir Yaakov à Tel Aviv-Jaffa.
- Le rabbin Avraham Dov Auerbach, rabbin à Tibériade.
- Le rabbin Meir Simcha Auerbach, Posseq et Rosh Yeshiva à Betar Illit.
- Le rabbin Yaakov Auerbach, rabbin à Beit Shemesh.
- Le rabbin Baruch Auerbach, éditeur des œuvres du rabbin Yom Tov Algazi. Baruch Auerbach est mort dans un accident d'automobile en 1999.
- Rachel Auerbach est l'épouse du rabbin Zalman Nechemia Goldberg, un Posseq.
- Miriam Auerbach est l'épouse du rabbin Treger, de Anvers, en Belgique.
- Malka Auerbach est l'épouse du rabbin Bordiansky.

La sœur de Shlomo Zalman Auerbach, Leah Auerbach est l'épouse du rabbin Sholom Schwadron, le Maggid de Jérusalem.

## Disciples connus
- le rabbin Avigdor Nebenzahl, rabbin de la vieille ville de Jérusalem.
- Le rabbin Yehoshua Neuwirth, auteur d'un traité célèbre sur le Chabbat basé sur les opinions halakhiques de Shlomo Zalman Auerbach.
- Le rabbin Zalman Nechemia Goldberg, son gendre.

## Œuvres
- Meorei Eish traitant de l'électricité et la halakhah, 1935
- Ma'adanei Eretz en 2 volumes, traitant de l'agriculture et la halakhah, 1946
- Minchas Shlomo (Responsa): Volume I, 1986; Volume II, 2003
- Minchas Shlomo, un commentaire sur le Talmud

## Pensées et actes de Shlomo Zalman Auerbach
- "Bien qu'il était la plus grande autorité halakhique contemporaine, et qu'il était particulièrement apte à résoudre les questions du monde moderne, Reb Shlomo Zalman avait horreur que l'on attache un titre à son nom. Dans son testament, il demande que sa pierre tombale ne soit pas plus élevée que celle de ses parents et il stipule que "vous pouvez mettre sur la pierre tombale les mots suivants: 'Il a formé des disciples à la Yeshiva Kol Torah et a disséminé la Torah à la multitude'. Si quelqu'un souhaite ajouter des mots d'éloge funèbre, j'insiste que cela soit court et sans prononcer des  mots d'éloge à mon sujet[2]."